# Juan Acuña
Juan Acuña Naya (La Coruña, 14 de febrero de 1923-30 de agosto de 2001) también conocido como Xanetas, fue un portero que jugó Dieciséis temporadas en el Deportivo de La Coruña, cuatro veces el portero menos goleado de Primera división y con 231 partidos, el guardameta que más ha jugado en Primera con el Dépor.

## Biografía
Su primer equipo fue el Sporting Coruñés, pasando luego al Eureka. El primer partido con el Deportivo de la  Coruña lo jugó en Ferrol en 1938. Al año siguiente firmó contrato con el equipo coruñés con 300 pesetas de sueldo.
A los 16 años ya se había ganado la titularidad en la portería deportivista y al poco tiempo ya se había convertido en el portero más difícil de batir para los delanteros de la Liga española.
Una de sus características más destacadas, las salidas, comienzaron a causarle disgustos desde sus primeros años como Deportivista. En 1940 sufrió una luxación de hombro y aun así se convirtió en una pieza clave en el ascenso del Deportivo de La Coruña a Primera en 1941 en un partido contra el Real Murcia. Ese mismo año, en diciembre, fue internacional contra Suiza en Valencia, al sustituir a mitad del segundo tiempo al portero titular.
A partir de 1945, Acuña comenzó a tener problemas de peso. En la temporada 49-50 es uno de los destacados en el Deportivo que consiguió el subcampeonato de Liga. Esa misma temporada en Valladolid, al arrojarse a los pies de un delantero, éste se produce una fortuita fractura de pierna, lo que da lugar a una fuerte campaña contra Acuña, que permanece sancionado sin jugar varias jornadas.
Es preseleccionado para el Mundial de Brasil como suplente de Eizaguirre, pero el seleccionador se decide finalmente por Ramallets para este puesto.
Acuña se convirtió el mejor guardameta de su época y le dio al Deportivo cuatro trofeos Zamora. Es el cuarto arquero con más trofeos Zamora a sus espaldas después de Antoni Ramallets, Víctor Valdés y Jan Oblak. Acuña fue el portero menos batido entre las temporadas 1941-43 y las 1949-51.
En el verano de 1961 se le ofrece en La Coruña un partido de homenaje entre dos equipos de viejas glorias vascas y gallegas seguido de un encuentro entre el Depor y el CD Ourense. 
Acuña pasó sus casi veinte años de vida deportiva de forma íntegra en el club coruñés.
Curiosidad: Jugó un partido con la camiseta del eterno rival deportivista, el Celta de Vigo. El 23 de abril de 1944 se celebra un homenaje al futbolista vigués Alvarito, centrocampista del Real Club Celta. Ese partido homenaje enfrenta a Celta y Sporting de Gijón, y el equipo celeste va estar integrado por dos futbolistas cedidos para ese encuentro por el Deportivo de La Coruña, uno de ellos el propio Juan Acuña.

## Premios y reconocimientos
A Acuña le dedicaron una estatua, un campo municipal de fútbol y en 1990 el Depor creó el trofeo que lleva su nombre, y que se disputa cada año en la pretemporada en Riazor.

## Selección española
Debido a equivocados conceptos sobre su personalidad, fue menospreciado y tuvo pocas veces el favor de las altas instancias futbolísticas, por lo cual sólo fue llamado a la selección nacional en dos ocasiones, cuando tenía más mérito, calidad y capacidad que muchos de los porteros de su época que fueron llamados a la selección,.